# 章魚部屋勞動

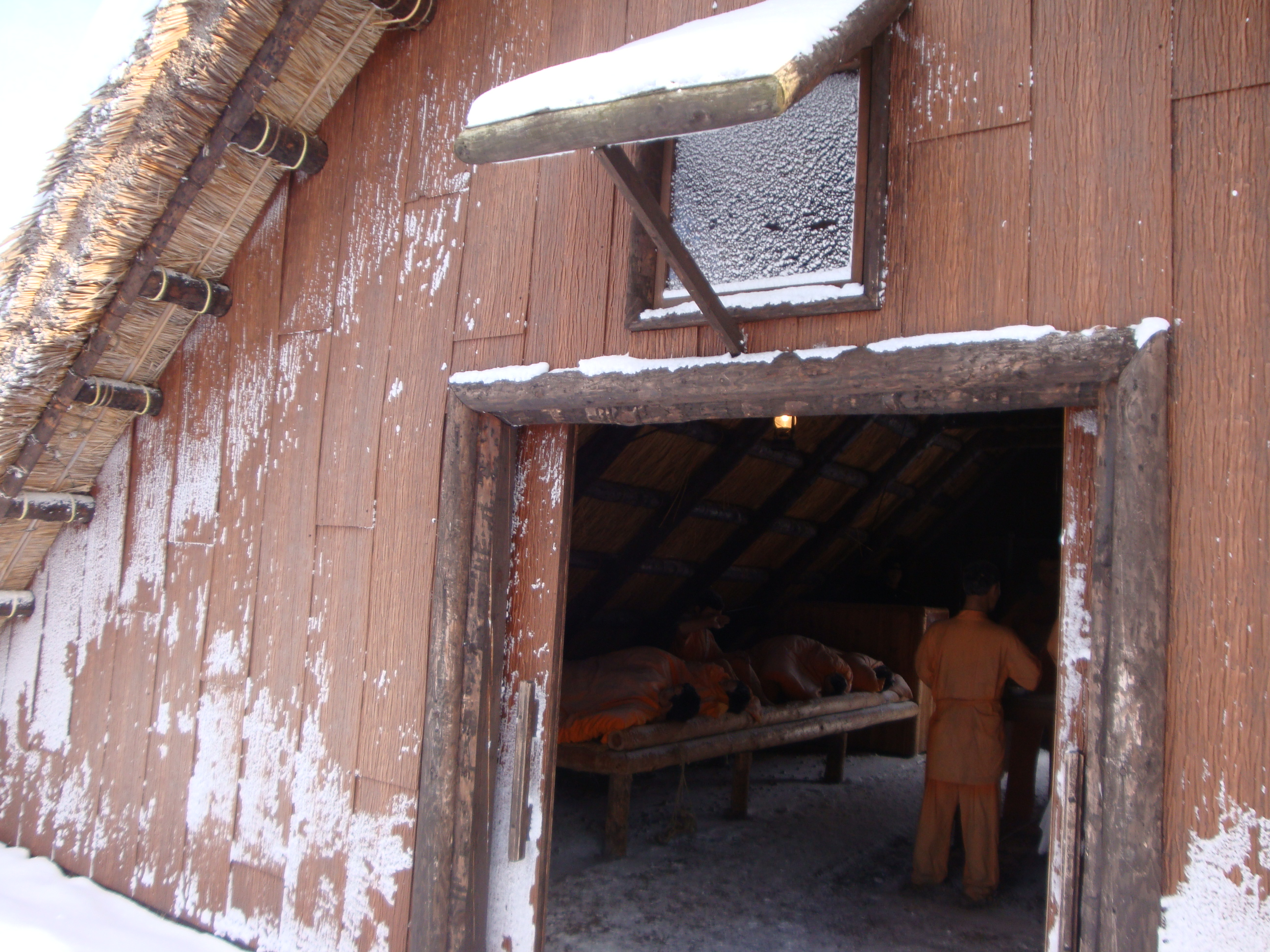
北海道网走监狱博物馆展示的休息场所

章魚部屋勞動（日语：／ Takobeya-rōdō */?），主要指第二次世界大战前日本的一種強制性、非人道的體力勞動模式。類似的情況發生在九州的一些煤礦，被稱為「納屋制度」。

## 概述
起源於1870年，明治維新時期開始開拓北海道。屯兵因為人力不足，利用道內監獄的犯人組成工作隊，強制他們開闢範圍內的鐵路、道路。為防止逃亡，所有犯人被鐵鍊捆在一起，即便是大雪天也得工作。由於遭受輿論批評過於嚴苛，政府於1894年（明治27年）停止使用犯人。但轉為私營企業採用類似的勞動模式。
其名稱「章魚部屋勞動」，意指一旦勞工被仲介遊說進去，就像被章魚捕捉一樣，抓到就出不來。這種派遣制也用在礦區，礦主委託納屋頭招募管理礦工，納屋頭從人事費中抽取7％當作佣金，並使用各種非人道的方式進行管理。
在二戰時期，被日本兼併的韓國和中國，有許多人（通常是失業人士）也在半哄騙的狀況下，被騙到日本工作，如端島。
一直到1946年，這種勞動模式被駐日盟軍司令部(GHQ)禁止。另一原因是，開始大量採用美國重型機具，所以土木工程減少對人力的需求。日本經濟發展後，加上勞動基準法和暴力團對策法對建築工地的檢查，這種勞動制度普遍被認為難以經營，但這種勞動條件惡劣的工作模式仍然存在。